# Champavati Patra
Champavati Patra is een Marathi-dagblad, dat uitkomt in Beed in de Indiase deelstaat Maharashtra. De krant kwam voor het eerst uit op 26 januari 1966.